# Kołobrzeg (Landgemeinde)
Die Gmina Kołobrzeg ist eine Landgemeinde  (polnisch gmina wiejska) im Powiat Kołobrzeski in der Woiwodschaft Westpommern.
Sie umfasst eine Fläche von 145 km² und hat 10.964 Einwohner (Stand 31. Dezember 2020). Die Stadt Kołobrzeg (deutsch Kolberg) selbst gehört der Gmina nicht an, sondern bildet eine eigene Stadtgemeinde.

## Geografie
Die Landgemeinde liegt südwestlich der Stadtgemeinde Kołobrzeg. Südlich der Gemeinde liegt Siemyśl, südöstlich Gościno und östlich Dygowo sowie Ustronie Morskie.

## Gliederung
Die Landgemeinde umfasst 22 Dörfer mi Schulzenämtern (sołectwa), von denen einigen weitere Ortschaften zugeordnet sind:
1. Błotnica (Spie)
2. Bogucino (Bogenthin)
3. Bogusławiec (Charlottenhof), mit Budzimskie (Baselerskaten) und Sobiemierz (Sophienhof)
4. Budzistowo (Altstadt)
5. Drzonowo (Drenow), mit Głąb (Neumühl)
6. Dźwirzyno (Kolberger Deep), mit Wólka
7. Głowaczewo (Papenhagen)
8. Grzybowo (Gribow)
9. Karcino (Langenhagen), mit Rogozina, Sieradowo und Świerszczewo (Langesende)
10. Kądzielno (Heinrichshof)
11. Korzystno (Alt Werder), mit Korzyścienko (Neu Werder)
12. Niekanin (Necknin)
13. Nowogardek (Naugard)
14. Nowy Borek (Neubork)
15. Obroty (Wobrow)
16. Przećmino (Prettmin)
17. Rościęcino (Rossenthin), mit Bezpraw (Kautzenberg) und Kopydłówko (Koppendicks Grund)
18. Samowo (Zamow)
19. Sarbia (Zarben)
20. Stary Borek (Altbork)
21. Stramnica (Alt Tramm), mit Przylaski
22. Zieleniewo (Sellnow)

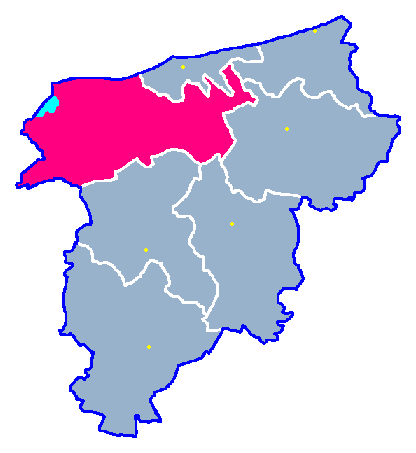
Lage der Gmina Kołobrzeg im Powiat Kołobrzeski

Im Gemeindegebiet liegen ferner die ehemaligen Wohnplätze Bahnhof Altbork, Eisenbahnhaltestelle Papenhagen, Erziehungsheim, Helenenhöhe, Martensche Ziegelei und Ziegelei Papenhagen. 
Auf dem Gebiet der Gemeinde Kołobrzeg liegt auch der nahe der Ostsee gelegene Kamper See (polnisch: Jezioro Resko Przymorskie), der ein beliebtes Erholungs- und Angelzentrum ist.

## Partnergemeinde
Die Gmina pflegt eine Partnerschaft mit der deutschen Gemeinde Ferdinandshof in Mecklenburg-Vorpommern.